# Jorge Luis Pila
Jorge Luis Pila (Praga, 3 de agosto de 1972) é um ator de televisão tcheco, com carreira no México e Estados Unidos.

## Biografia
Os começos de sua carreira foram com modelagem em Cuba. Mais tarde, ela mudou-se para o México, onde continuou com seu trabalho como modelo e entrou como membro dos bailarinos que acompanharam o famoso cantor Yuri em turnês de shows, que completou por mais de dois anos.
Motivado pelo mundo do show, Pila entrou na escola Televisa para realizar seus estudos de atuação.
Em 1997, fazendo sua estréia na TV Azteca , estrelou sua primeira telenovela intitulada Al norte del corazón compartilhando créditos com sua ex-esposa, a atriz Anette Michel. Logo após, ele fez outras novelas como Catalina y Sebastián, Secreto de amor, Yacaranday, Rebeca e Ángel rebelde.
No ano de 2010 firmou contrato exclusivo com a rede Telemundo, para fazer parte das novas produções de telenovelas em Miami, como na telenovela ¿Dónde está Elisa?.
Em 2013 protagonizou a novela La patrona, junto com Aracely Arámbula.
Em 2016 interpretou um dos antagonistas da novela Eva la trailera.

## Telenovelas
- 2023 - Vuelve a mí - Alberto
- 2021 - 100 días para enamorarnos - Enrique Bianchini
- 2019 - Decisiones: unos ganan, otros pierden - Carlos Díaz
- 2017 - Milagros de Navidad - Rafael Juárez
- 2017 - La fan ....El Tuerto Duarte
- 2016 - Eva la trailera ....Armando Montes
- 2014 - En otra piel ..... Gerardo Fonsi/Juan Gerardo Suàrez
- 2013 - La patrona ...... Alejandro Beltran
- 2012 -  Aurora ..........  Lorenzo Lobos
- 2010 - ¿Dónde está Elisa?.... Cristobal Rivas
- 2009 - Más sabe el diablo .... Jimmy Cardona
- 2008 - Valeria .... Salvador Rivera
- 2007 - Acorralada .... Diego Suarez
- 2006 - Mi vida eres tú .... Carlos "El Charlie"
- 2005 - Soñar no cuesta nada .... Ernesto
- 2004 - Ángel rebelde .... José Armando Santibañez
- 2003 - Rebeca .... Nicolás Izaguirre Zabaleta
- 2002 - Súbete a mi moto .... Carlos
- 2001 - Secreto de amor ..... Lizandro Serrano Zulbarán
- 2000 - Ellas, inocentes o culpables .... Luis
- 1999 - Catalina y Sebastián .... Antonio
- 1998 - Yacaranday ....Adrián
- 1997 - Al norte del corazón .... José Francisco

## Séries
- 2006 / 2007 - Decisiones ....Franklin